# Kröddeburen
Kröddeburen is het noordelijk gedeelte van de woonplaats Ten Post in de gemeente Groningen in de Nederlandse provincie Groningen.
Hoewel het administratief tot Ten Post behoort, wordt het toch als een aparte plaats gezien, die in zijn geheel aan de overkant van de weg Groningen – Delfzijl (N360) ligt.
Het dorp telt 33 huizen, ongeveer 100 inwoners en diverse bedrijven.

## Geschiedenis
Het plaatsje is ontstaan aan de Stadsweg. Dat was de belangrijkste verbinding van de stad Groningen naar het Duitse Oost-Friesland, van omstreeks het jaar 1000 tot in 1650. Toen nam de nieuwe trekweg langs het Damsterdiep die rol over. Kröddeburen wordt voor het eerst vermeld in 1644; omstreeks 1685 wordt het dorp afgebeeld op een kaart met het bijschrift Croddebuiren.
Het gedeelte van Kröddeburen ten westen van de Pending of waterscheidingsdijk langs de Stadsweg behoorde tot 1667 tot het kerspel Stedum en daarna tot het kerspel Lellens. Het gedeelte ten oosten daarvan behoorde tot het kerspel Wittewierum. Dit was tegelijkertijd de scheiding tussen het Dorpster en het Winsumer- en Schaphalsterzijlvest. In de eerste helft van de 20ste eeuw sprak men nog over “Kroddeburen onder Lellens” en “Kroddeburen onder Ten Post”. 
In Kroddeburen onder Lellens waren tot aan het begin van de 19de eeuw drie grote boerderijen of hemen, Dinghweer, Oostbroek en een daartussen gelegen heem waarvan geen eigen naam bekend is.

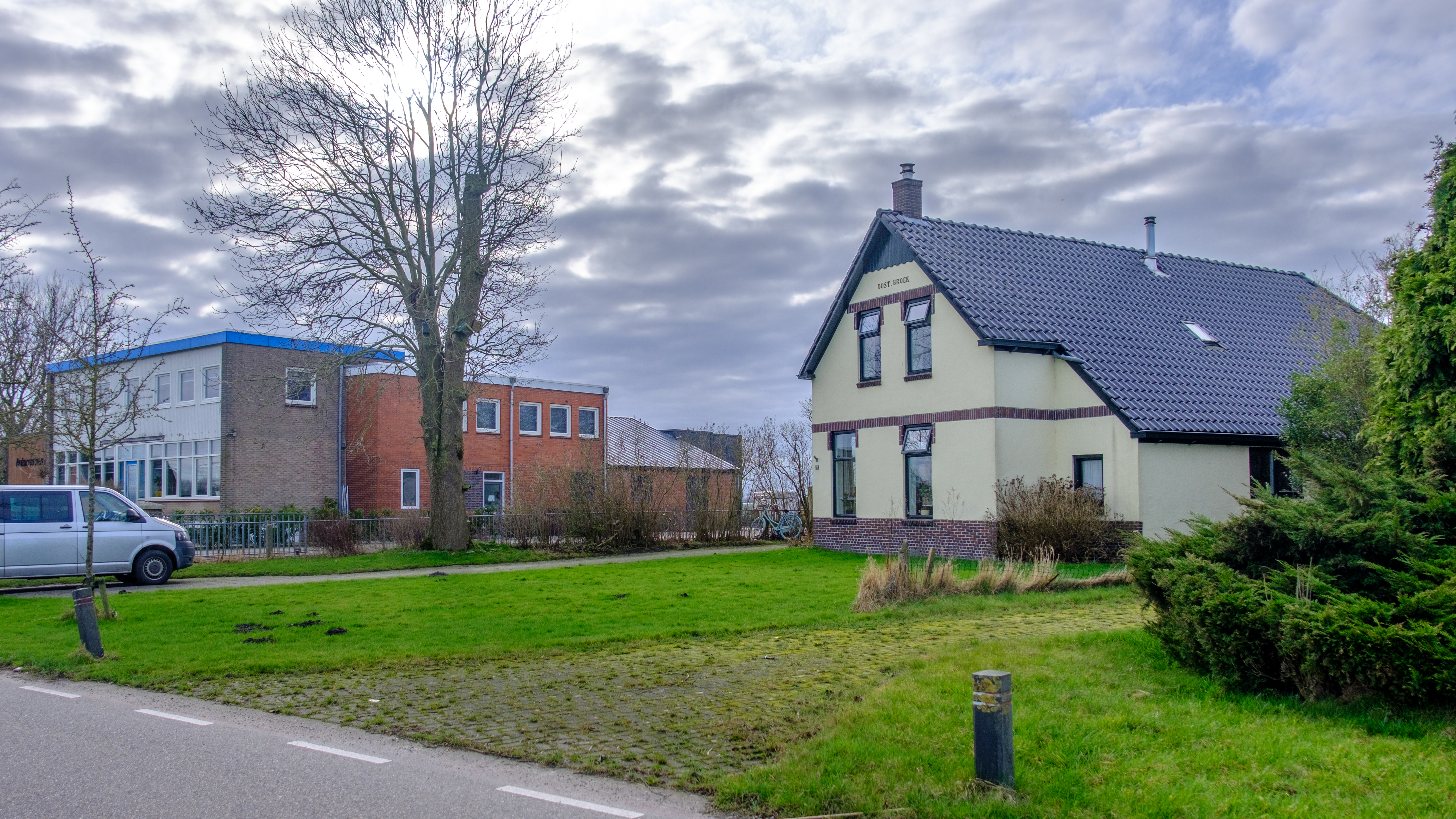
Huis Oostbroek aan de Stadsweg 115. Gebouwd in 1929 ter plaatse van een vroegere vermoedelijk 19e-eeuwse boerderij, die vermoedelijk ter vervanging diende van de borg Oostbroek. Op het voormalige borgterrein staan nog twee huizen: Stadsweg 117 en 119.

Oostbroek was eerst een tichelwerk (steenfabriek) met een woning voor de eigenaar, tot in tweede helft van de 17de eeuw. De daarbij gelegen grond werd “afgeticheld”, waardoor de bodem daalde en de Kroddebuurster of Tichellandsterpolder ontstond. 
Daarna werd het een buitenplaats waar in de tweede helft van de 18de eeuw Lucas Hamminck woonde. Uiteindelijk was het een boerderij die in 1929 werd gesloopt. Nu staan daar bedrijfsgebouwen en drie woningen, waarvan er een de naam Oostbroek draagt.
Naast Oostbroek werd rond 1958 een boerderij gebouwd ter vervanging van het daarachter gelegen naamloze “Olde Heem”, dat in 1960 werd afgebroken.
In Kroddeburen onder Ten Post stonden aan het begin van de 19de eeuw vooral kleinere boerderijtjes dicht bij elkaar bij de driesprong van de Stadsweg en de weg van Ten Post naar Stedum (nu Eestumerweg), langs het Kroddebuurstermaar (nu Lutje Daip) dat toen nog een open verbinding met het Damsterdiep had.
Aan de westkant stond toen een gasthuis van de diaconie van Wittewierum.
Aan de oostkant stond, halverwege de weg naar Ten Post, een korenmolen met daarbij een molenaarshuis en schuur. Nu staat daar de gerestaureerde witte molen “Olle Widde” met het Grand Café Restaurant “Bij de Molen”.
Aan de noordkant op de plek waar de Stadsweg een bocht naar het oosten maakt en de weg naar Stedum afsplits stond (tot 1953) een boerderijtje. Die plek wordt nog steeds aangeduid met de scheldnaam van de laatste bewoner: Pierewietshoukje.
Aan de overzijde van het Kroddebuurstermaar lag (en ligt nog steeds) het heem “Welgelegen”. 
In de tweede helft van de 19de eeuw groeiden Kröddeburen en Ten Post aan elkaar. Aan de Molenweg, vond tussen de molen en de eerste huizen van Ten Post lintbebouwing plaats. Toen de officiële woonplaatsnamen werden vastgesteld, viel Kröddeburen hierdoor buiten de boot. Het werd een deel van de woonplaats Ten Post. Dat gebeurde ook met het dorp Wittewierum.
In de eerste helft van de 20ste eeuw ontstond lintbebouwing langs de Stadsweg.
Door de aanleg van de N360 in 1959, werd Kröddeburen weer afgescheiden van het dorp Ten Post. In 1987 werden onder het blauwe plaatsnaambord Ten Post, witte borden met de dorpsnaam Kröddeburen opgehangen. 
In 1954 werden in de gemeente Ten Boer, waaronder Kröddeburen destijds viel, aan alle straten en wegen officiële straatnamen toegekend. Uiteraard bleef de Stadsweg de Stadsweg, maar Bokkenlaantje werd Kromme Elleboog en de Molenweg werd samen met de Bakkerstraat in Ten Post omgedoopt tot Eestumerweg. Dat laatste had een historische reden en brengt ons bij de oudste geschiedenis van Kröddeburen.

## Eestum en de Kaak
Eestum was mogelijk de plek waar in de middeleeuwen jaarvergaderingen plaatsvonden van het rechtsgebied dat al in 1337 het Eesterrecht werd genoemd. De oudste stukken spreken over het Eester, Eethster of Eetyster recht. De naamkundige Wobbe de Vries opperde in 1936 dat het wellicht om een verdwenen wierde ging die *Etisthêm kan hebben geheten. Later kwam hij daar overigens gedeeltelijk op terug: het dorp werd wel degelijk Eestrum genoemd, en zou oorspronkelijk *Eesterheem hebben geheten. De straatnamencommissie van de gemeente Ten Boer volgde de eerste redenering en stelde dat Eestum een heem was op de driesprong van de Stadsweg en de weg naar Ten Post. Dit heem zou volgens hen de naam Eestum, Aestum of Ystum hebben gehad, hetgeen 'heem aan het water van de Ee (de Fivel)' zou betekenen. Op grond daarvan werd de weg langs het Damsterdiep omgedoopt tot Eestumerweg. Historisch bewijs voor deze stelling is er niet.
De historicus Hidde Feenstra veronderstelde daarentegen in 2000 dat de naam Eesterrecht was ontleend aan de wierde Eenumerhoogte, die vroeger Eestrum of Oostrum werd genoemd. Zijn collega Redmer Alma toonde echter aan dat de vorm Eestrum pas in de 16e eeuw opkwam, vermoedelijk omdat men men een etymologische relatie met de naam van de rechtstoel Eesterrecht wilde suggereren.
De gedachte dat Kröddeburen de opvolger van Eestum is, blijft daardoor aantrekkelijk. Daarbij past het gegeven dat er Kröddeburen rond 1600 fungeerde als de gerechtsplaats voor het Eesterrecht van Ten Post, met een kaak (gerechts- of schandpaal) en een plek waar executies plaatsvonden. Deze Galgenbarges venne wordt in 1607 genoemd. In 1999 werden de sporen van zo’n executie gevonden onder de vloer een woning. Archeologen troffen de skeletten van twee onthoofde jonge mannen aan, onder het geraamte van een kalf. Wetenschappelijk onderzoek wees uit dat de botten zo’n 350 jaar oud waren. Bij de naam Eestum kan het echter ook om een andere plek gaan, bijvoorbeeld de verdwenen wierde van Huisburen of om een locatie in de omgeving van 't Zandt.
De kaak van Kröddeburen, die pal aan de weg stond, werd in 1769 in opdracht van Lucas Hamminck, de bewoner van het naastgelegen landgoed Oostbroek (onder Lellens), wederrechtelijk weggehaald. Hamminck kon daar niet voor gestraft worden omdat hij als Stadjer niet volgens de Ommelander wet veroordeeld kon worden. Hij werd uiteindelijk door de Stadhouder Prins Willem van Oranje III in Den Haag bij Cassatie vrijgesteld van vervolging.)

## De naam Kröddeburen
Er wordt wel beweerd dat de naam Kröddeburen een scheldnaam is. Krödde of kröd is een Noord-Groningse naam voor herik (Fries: krôde). Herik wordt als een lastig onkruid beschouwd, hoewel de zaden van herik vroeger ook wel werden verzameld om er mosterd of lampolie van te maken. Kröddeboer is een scheldnaam voor slordige boeren met veel onkruid in hun land. De naam zou dan betekenen: 'buurt waar onkruid groeit'. Dat berust vermoedelijk op een volksetymologie. Deze populaire naamsverklaring leidde ertoe dat er in 1987 puntjes op de o van Kroddeburen werden gezet.
Oudere vormen zijn Croddeburen (1673) of Croddebuiren (ca. 1685). Buren of buiren staat voor groep dicht bij elkaar staande woonhuizen (buorren in modern Fries). Crodde is mogelijk afgeleid van een zeldzame persoonsnaam, beginnend met *Crode- of *Hrōth-. Zeker is dat echter allerminst. Ook achternaam Crodde kwam in Nederland vrijwel niet voor. Krode (Fries kroade) is tevens een dialectvorm voor kruiwagen (Middelnederlands crodewagen), dat in Groningen in de vorm krodewoagen voorkomt. Het behoort tot een groep van woorden die de betekenis van 'persen, hinderen, dringen' hebben. In die zin zou de naam kunnen wijzen op een vernauwing in de afvoer van de Fivel (Ten Post ligt op een afgesneden meander van deze rivier). Gezien het ontbreken van oudere vermeldingen ligt de volksetymologie echter meer voor de hand.
Er is nog een andere (denigrerende) naamsverklaring: Kröddeburen zou staan voor krotjeboeren, de bewoners van kleine veeboerderijtjes of koemelkers die niet in tel waren bij hun collega's uit de buurdorpen. Ook zou deze naam wijzen op de slechte kwaliteit van de arbeiderswoningen die hier in het midden van de twintigste eeuw stonden. Veel mensen verhuisden toen vanuit die oude woningen naar de naoorlogse nieuwbouw in Ten Post. Verschillende oude huizen in de oude kern van Kröddeburen werden onbewoonbaar verklaard en gesloopt. De overige werden opgeknapt.

## Recent
Er stonden tot 2010 verschillende woningen langdurig leeg, allemaal eigendom van één inwoner van Kröddeburen. Die had er plannen mee die moeilijk te realiseren waren. Het lukte hem overigens wel om de molen te restaureren. Na zijn plotselinge dood was de leegstand snel opgelost. Naast de molen werd een restaurant geopend, een van de leegstaande panden werd (na brand) vervangen door nieuwbouw en de overige werden verkocht, opgeknapt en weer bewoond.
Dit bevorderde de leefbaarheid, maar die werd vooral bevorderd door de vele buurtactiviteiten die de bewoners, sinds de naam Kröddeburen op de borden staat, regelmatig zelf organiseren. Bowling in het voorjaar en Barbecue in het najaar zijn inmiddels een vaste traditie, net als de “vuurbult” waarbij de bewoners elkaar in de nieuwjaarsnacht veul hail en zegen wensen. 